# AMD Am486

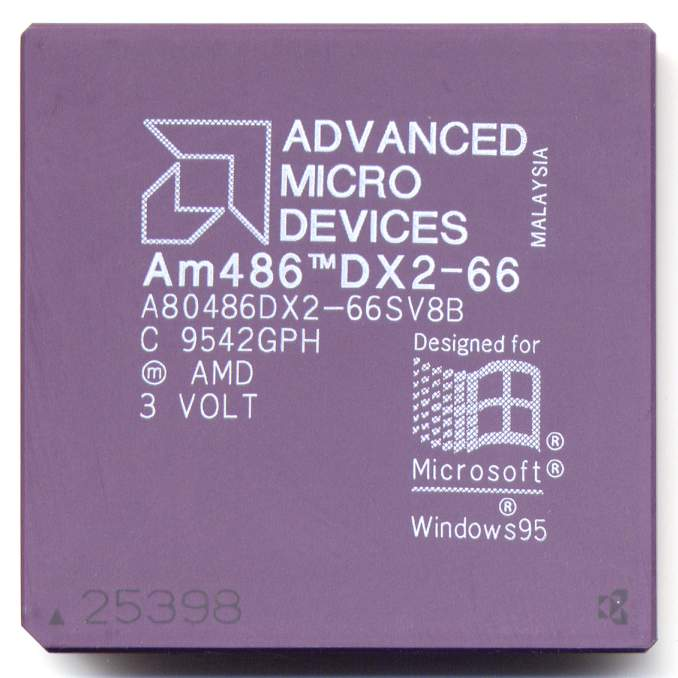
Microprocesador AMD Am486 DX2-66.

El Am486 fue un microprocesador de computadora compatible con el Intel 80486, producido por AMD en los años 1993. 
En el mercado, Intel venció a AMD por casi cuatro años, pero AMD ofreció sus 486 de 40 MHz al mismo precio o por debajo del chip Intel de 33 MHz, ofreciendo, por el mismo precio, cerca de un 20% de mejora en el desempeño.
Los primeros chips del AMD 486 fueron reemplazos para sus contrapartes de Intel que se enchufaban en el mismo zócalo, pero posteriormente AMD duplicó la velocidad del reloj, y además corrían a 3,3 voltios en vez de los 5 V de los procesadores de Intel, lo que limitó su capacidad para actualizar los chips de Intel hasta que en el mercado aparecieron adaptadores de voltaje hechos por terceros.
Mientras que los chips competidores del 486 se desempeñaban por abajo del chip equivalente de Intel (como los de Cyrix), los chips de AMD igualaban el desempeño de los de Intel en una base de ciclo por ciclo. 
Mientras que el Am386 fue usado principalmente por pequeños fabricantes de computadores, por 1994, los chips Am486DX, DX2, y SX2 ganaron aceptación entre los grandes fabricantes de computadores, especialmente Acer y Compaq.
La velocidad de reloj más alta de los chips 486 de AMD, proveyeron un desempeño superior a muchos de los primeros Pentium, especialmente los de Pentium 60 y 66 MHz. Mientras que los chips Intel 80486DX4 equivalentes tenían un precio más alto y requerían una pequeña modificación del zócalo, el precio de AMD era más bajo. Inicialmente, los chips DX4 de Intel tenían dos veces el caché que los de AMD, dándoles un desempeño ligeramente superior, pero el DX4-100 de AMD costaba menos que el DX2-66 de Intel.
Las series de Enhanced Am486 soportaban nuevas características, como modos extendidos de ahorro de energía, y Caché L1 Write-Back, versiones posteriores tuvieron una mejora a 16 KB de Caché L1 Write-Back.
El procesador AMD Am586 de 133 MHz era un Am486 mejorado.

## Modelos de Am486
| Modelo                 | Velocidad del reloj | VCore      | L1-Caché | Fecha de introducción |
| ---------------------- | ------------------- | ---------- | -------- | --------------------- |
| Am486 DX-25            | 25 MHz              | 5 V        | 8 KB WT  |                       |
| Am486 DX-33            | 33 MHz              | 5 V        | 8 WT     |                       |
| Am486 DX-40            | 40 MHz              | 5 V        | 8 WT     | Abril de 1993         |
| Am486 SX-33            | 33 MHz              | 5 V        | 8 WT     |                       |
| Am486 SX-40            | 40 MHz              | 5 V        | 8 WT     |                       |
| Am486 DX2-50           | 50 MHz              | 5 V        | 8 WT     | Abril de 1993         |
| Am486 DX2-66           | 66 MHz              | 5/3,3 V    | 8 WT     |                       |
| Am486 DX2-80           | 80 MHz              | 5/3,3 V    | 8 WT     |                       |
| Am486 SX2-50           | 50 MHz              | 5 V        | 8 WT     |                       |
| Am486 SX2-66           | 66 MHz              | 5 V        | 8 WT     | 1994                  |
| Am486 DX4-75           | 75 MHz              | 3,3 V      | 8 WT     |                       |
| Am486 DX4-100          | 100 MHz             | 3,3 V      | 8 WT     | 1995                  |
| Am486 DX4-120          | 120 MHz             | 3,3 V      | 8 WT     |                       |
| Enhanced Am486 DX2-66  | 66 MHz              | 3,3/3,45 V | 8/16 WB  |                       |
| Enhanced Am486 DX2-80  | 80 MHz              | 3,3/3,45 V | 8 WB     |                       |
| Enhanced Am486 DX4-75  | 75 MHz              | 3,3/3,45 V | 8 WB     |                       |
| Enhanced Am486 DX4-100 | 100 MHz             | 3,3/3,45 V | 8/16 WB  |                       |
| Enhanced Am486 DX4-120 | 120 MHz             | 3,3/3,45 V | 8/16 WB  |                       |

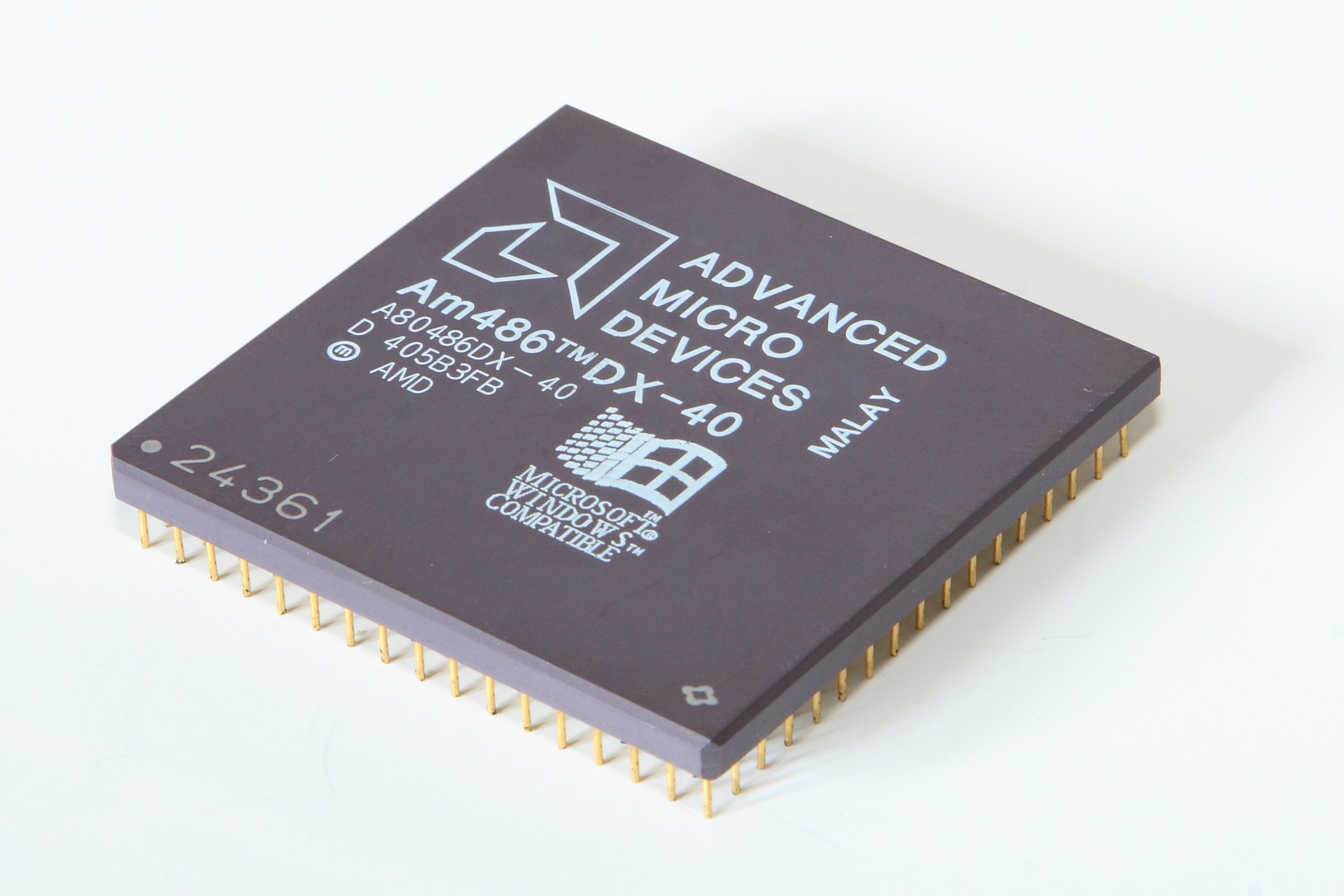
AMD Am486DX 40MHz.

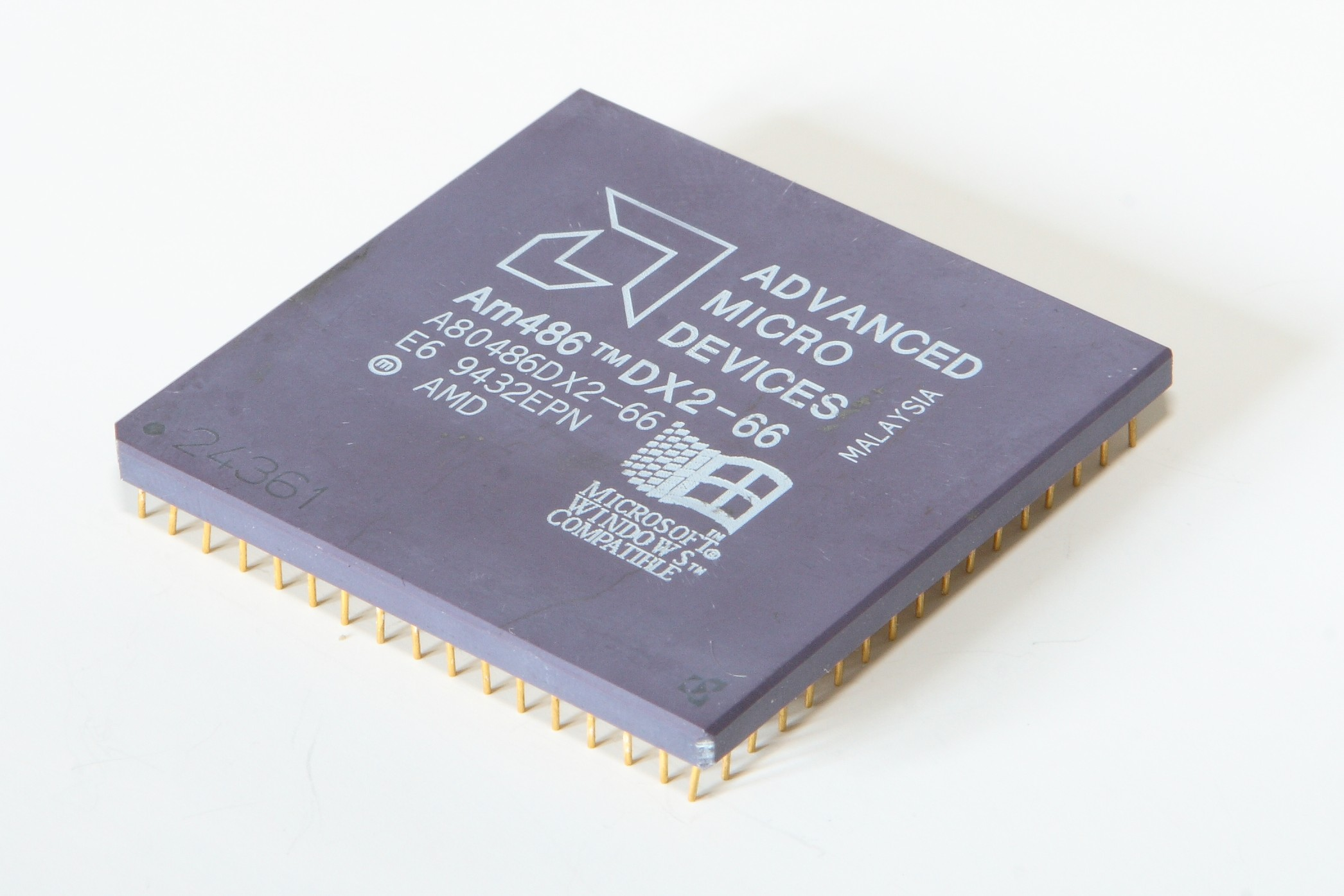
AMD Am486DX2 66MHz.

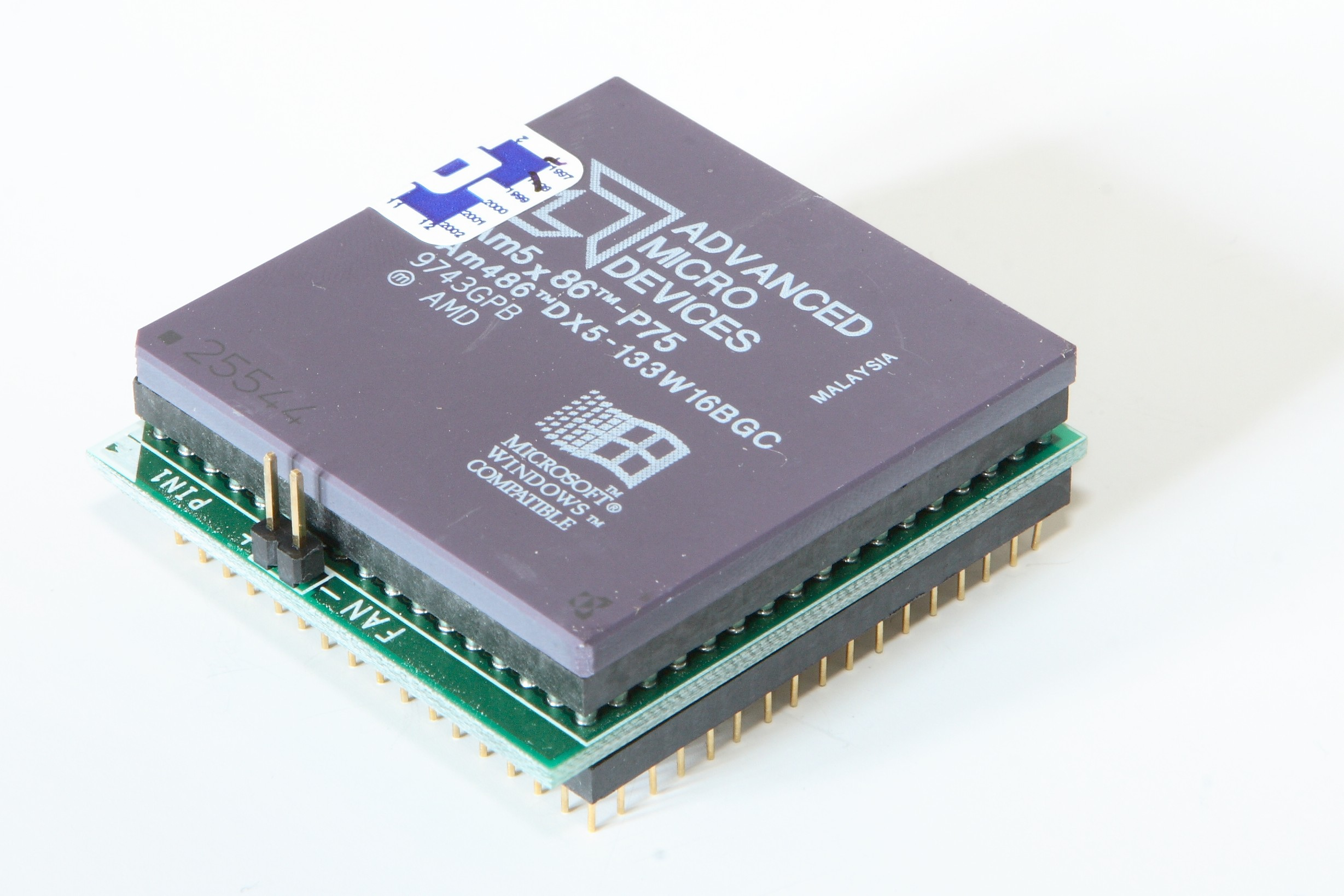
AMD Am5x86-P75.

Estrategia del caché: WT = Write-Through, WB = Write-Back